# Геодезичний пункт

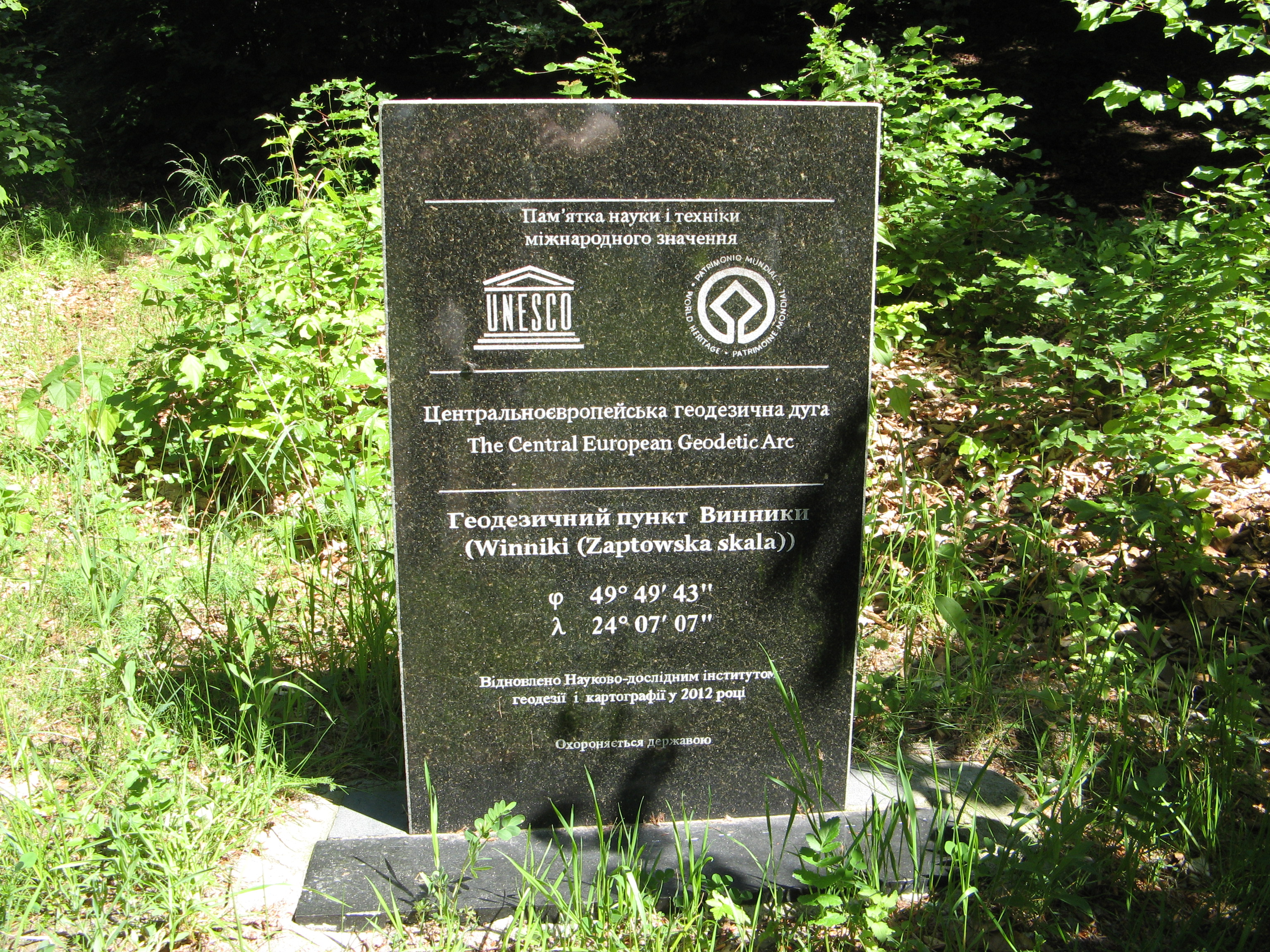
Геодезичний пункт Винники (Львівська область, «Чотові скелі»)

Геодези́чний пункт, геопункт (рос. геодезический пункт, англ. geodetic station, survey station, ground control point; нім. geodätische punkt) — точка земної поверхні, положення якої визначено щодо певної вихідної точки геодезичними вимірюваннями; а також пристрій та/або споруда для позначення на місцевості точок земної поверхні з відомими координатами та висотами. Положення Г.п. визначено у загальній для них системі геодезичних координат і висот, прийнятої для України.

## Загальний опис
До геодезичних пунктів належать центри та зовнішні знаки тріангуляції, GPS-мережі, полігонометрії, в тому числі й настінної, а також нівелірної мережі.
У геодезичному пункті встановлюють геодезичні знаки.
Розрізняють геодезичні пункти І, ІІ, ІІІ та IV класу. Г.п. — елемент геодезичної мережі.

## Центр геодезичного пункту

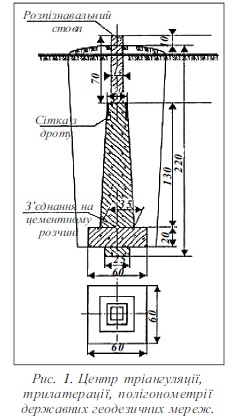

Це споруда (обладнання), що є носієм координат. Ц.г.п., як правило, закріплюється (бетонується) в землі та дає можливість впродовж багатьох років зберігати та використовувати геодезичні пункти. Його конструкція залежить від фізико-географічних умов, призначення та інших факторів. Різні держави мають власні конструкції Ц.г.п. В Україні для різних видів робіт центри також різні. Наприклад, центр пункту тріангуляції — бетонні моноліти, які розміщують один над одним нижче сезонного промерзання ґрунтів. Верхньою частиною Ц.г.п. є марка геодезичного пункту, яку вмонтовують у верхівку моноліту з допомогою цементного розчину. Марку виготовляють з чавуну. На вершині півкулі марки зроблено отвір діаметром 2 мм, який і є носієм координат. Якщо потрібно, над Ц.г.п. споруджують зовнішній геодезичний знак (сигнал чи піраміду) або тур.